# Hugo Lubliner

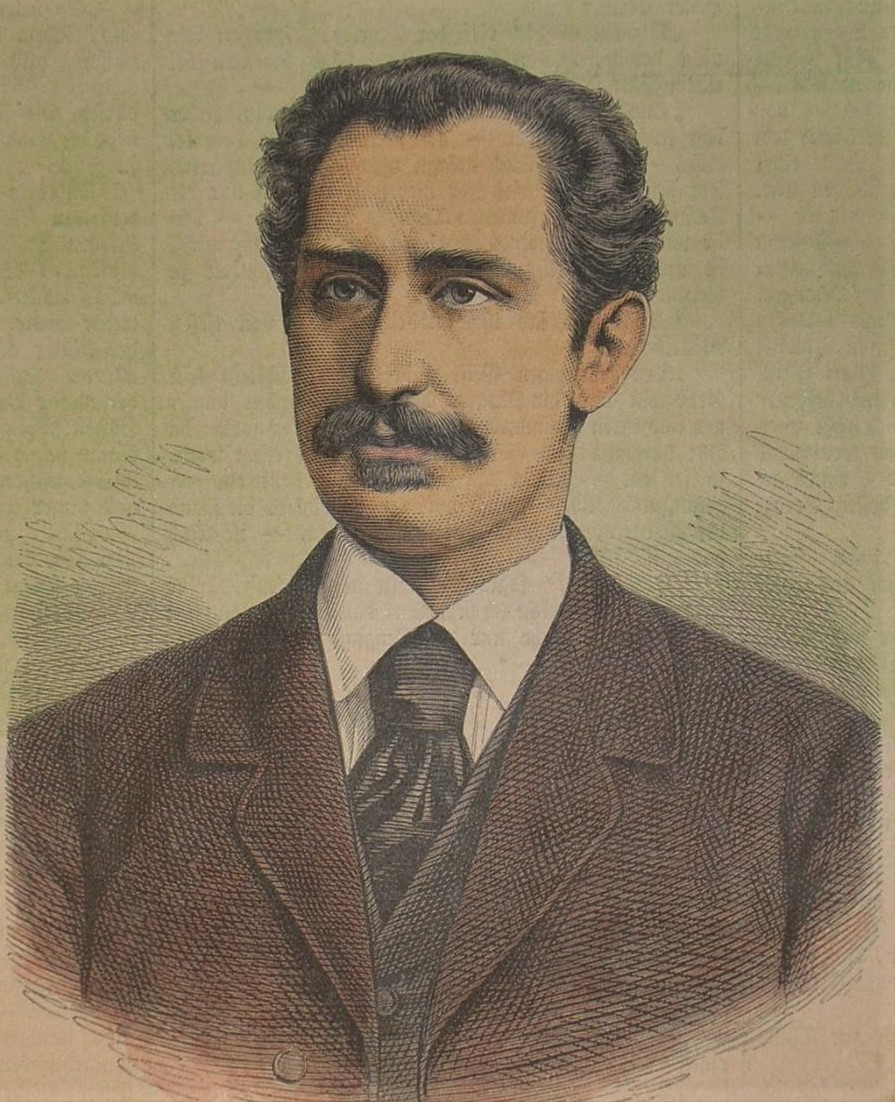
Hugo Lubliner 1879, teilkolorierter Holzstich

Hugo Lubliner (* 22. Februar 1846 in Breslau; † 19. Dezember 1911 in Berlin) war ein deutscher Schriftsteller (Pseudonym Hugo Bürger).

## Leben
Sein Vater war Kaufmann. Die Familie zog nach dessen Tode 1858 nach Berlin, wo Hugo Lubliner die Realschule besuchte und anschließend eine kaufmännische Lehre durchlief. Er war von 1865 bis 1873 Leiter einer Weberei. 
1865 wurde sein erstes Lustspiel aufgeführt. Danach entschied er sich für den Schriftstellerberuf und schrieb seit 1873 ständig Lustspiele, die im Königlichen Schauspielhaus in Berlin sowie am Burgtheater in Wien und anderen Theatern aufgeführt wurden. Seine Stücke waren bei den Theatern beliebt und beim Publikum erfolgreich. Er schrieb auch Romane, in denen das Großstadtleben seiner Zeit geschildert wurde. 1892 gründete er die Zeitung Der Abend, die jedoch keinen geschäftlichen Erfolg hatte. Für den Österreichischen Lloyd redigierte er unter seinem Pseudonym Hugo Bürger vier, 1901 und 1902 erschienene, Reisehandbücher.
Lubliners Grab befindet sich in Berlin auf dem Jüdischen Friedhof Schönhauser Allee.

## Werke (Auswahl)
- Nur nicht romantisch! Dramatischer Scherz in einem Akt. Michaelson, Berlin 1864.
- Der Frauenadvokat. Marschner & Stephan, Berlin 1876. (Digitalisat)
- Die Frau ohne Geist. Lustspiel in 4 Akten. Marschner & Stephan, Berlin 1879.
- Der Jourfix. Lustspiel in vier Akten. Berlin 1881.
- Die Modelle des Sheridan. Lustspiel in vier Akten. Marschner & Stephan, Berlin 1875. (Digitalisat)
- Die Adoptirten. Schauspiel in vier Acten. Bloch, Berlin 1876.
- Die Florentiner. Trauerspiel in 5 Aufzügen. Marschner & Stephan, Berlin 1876.
- Eine Fessel. Schauspiel in vier Akten. Marschner & Stephan, Berlin 1877.
- Gabriele. Schauspiel in vier Akten. Marschner & Stephan, Berlin 1877.
- Auf der Brautfahrt. Lustspiel in vier Akten. Entsch, Berlin 1880.
- Forschungsresultate. Lustspiel in 1 Act. Sittenfeld, Berlin 1880.
- Gold und Eisen. Schauspiel in 4 Akten. Marschner & Stephan, Berlin 1881.
- Aus der Großstadt. Schauspiel in 4 Akten. Bloch, Berlin 1883.
- Die Mitbürger. Lustspiel in 4 Akten. Bloch, Berlin 1884.
- Gräfin Lambach. Schauspiel in vier Akten. Bloch, Berlin 1886.
- Die armen Reichen. Lustspiel in 4 Aufzügen. Entsch, Berlin 1886.
- Die Gläubiger des Glücks. (Berlin im Kaiserreich I.) Roman. Schottländer, Breslau 1886.
- Die Frau von neunzehn Jahren. (Berlin im Kaiserreich II.) Roman. Schottländer, Breslau 1887.
- Wenn der Sommer kommt. Lustspiel in 3 Akten. Bernstein, Berlin 1887.
- Der Name. Schauspiel in 4 Akten. Bloch, Berlin 1889.
- Im Spiegel. Schauspiel. Bloch, Berlin 1890.
- Der kommende Tag. Schauspiel in vier Aufzügen. Lehmann, Berlin 1891.
- Der Riegnitzer Bote. Schauspiel in 4 Akten. Entsch, Berlin 1894.
- Das neue Stück. Lustspiel in 4 Akten. Entsch, Berlin 1894.
- An der Riviera. Schottländer, Breslau 1896.
- Die junge Frau Arneck. Lustspiel in 4 Akten. Entsch, Berlin 1896.
- Andere Luft. Schwank in 3 Akten. Entsch, Berlin 1897.
- Nacht und Morgen. Schauspiel in 5 Aufzügen. Boll, Berlin 1897.
- Der Zoller. Historie in 5 Aufzügen. Boll, Berlin 1897.
- Das fünfte Rad. Lustspiel in 3 Aufzügen. Bloch, Berlin 1899.
- Splitter und Balken. Lustspiel in 4 Aufzügen. Bloch, Berlin 1899.
- Roman eines anständigen Mädchens. Hillger, Berlin 1899.
- Die lieben Feinde. Lustspiel in 3 Aufzügen. Bloch, Berlin 1901.
- Redaktion: Der Österreichische Lloyd und sein Verkehrsgebiet. Offizielles Reisehandbuch der Dampfschiffahrtsgesellschaft. Rudolf M. Rohrer, Wien 1901 u. 1902 (4 Bände)
- Der blaue Montag. Lustspiel in 3 Aufzügen. Bloch, Berlin 1903.
- Frau Schubels Tochter. Roman. Schottländer, Breslau 1905.
- Die glückliche Hand. Lustspiel in drei Aufzügen. Bloch, Berlin 1911.